# دريك بيل
جاريد دريك بيل (بالإنجليزية: Drake Bell)‏ (ولد في 27 يونيو 1986 في مقاطعة أورانج، كاليفورنيا، في الولايات المتحدة الأمريكية)، ممثل ومغني، أمريكي، من أبطال قناة نيكولوديون شارك في مسلسل (دريك آند جوش) في دور دريك باركر.

## أدواره في السينما الأمريكية
- فيلم البطل الخارق - ريك رايكر
- دريك آند جوش - دريك باركر

## أدواره في الرسوم المتحركة
- ألتيميت سبايدرمان - بيتر باركر/سبايدرمان
- مسلسل مارفل: اجتماع المنتقمون - سبايدرمان
- هالك وعملاء سماش - سبايدرمان
- فارس وفادي: مهمة مارفل - سبايدرمان

## وصلات خارجية
- دريك بيل على موقع IMDb (الإنجليزية)
- دريك بيل على موقع ميتاكريتيك (الإنجليزية)
- دريك بيل على موقع روتن توميتوز (الإنجليزية)
- دريك بيل على موقع قاعدة بيانات الأفلام العربية
- دريك بيل على موقع ألو سيني (الفرنسية)
- دريك بيل على موقع ميوزك برينز (الإنجليزية)
- دريك بيل على موقع أول موفي (الإنجليزية)
- دريك بيل على موقع قاعدة بيانات الأفلام السويدية (السويدية)
- دريك بيل على موقع إن إن دي بي (الإنجليزية)
- دريك بيل على موقع أول ميوزيك (الإنجليزية)